# Głos Radomski
Głos Radomski – pismo obozu narodowo-demokratycznego wydawane w latach 1916–1920.

## Historia
Pierwszy numer ukazał się w lutym 1916 roku. Pismo początkowo ukazywało się trzy razy w tygodniu: we wtorki, czwartki i niedziele, natomiast od 1 lutego 1918 r. zaczęło wychodzić codziennie. Mimo trudności finansowych powodujących czasowe zawieszanie wydawnictwa, Głos Radomski przetrwał jako dziennik do października 1920 r., kiedy to został ostatecznie zlikwidowany.
Podtytuł Głosu Radomskiego - Dziennik społeczny, polityczny i literacki poświęcony głównie sprawom Ziemi Radomskiej - określał jego zakres tematyczny. Pismo jednak dość często na swoich łamach podejmowało zagadnienia polityczne i społeczne istotne dla całego kraju. Obok dominującej tematyki polityczno-społecznej publikowano również artykuły związane z kulturą i oświatą miasta, a także wydawano samoistne Dodatki Literackie.
Dziennik utrzymywał się głównie ze sprzedaży i prenumeraty. Stan materialny pisma, podobnie jak większości prowincjonalnych wydawnictw, był zły. Sporadycznie sytuacja materialna poprawiała się dzięki dotacjom członków i sympatyków obozu narodowo-demokratycznego, wywodzących się głównie spośród miejscowego ziemiaństwa.
W związku ze wzrostem cen na papier, robociznę i ciągłym deficytem finansowym, wydawcy ostatecznie podjęli decyzję o zamknięciu pisma. Ostatni - 107 nr Głosu Radomskiego ukazał się 16 października 1920 r., wydany nakładem oficyny drukarskiej Jan Kanty Trzebiński